# 루체

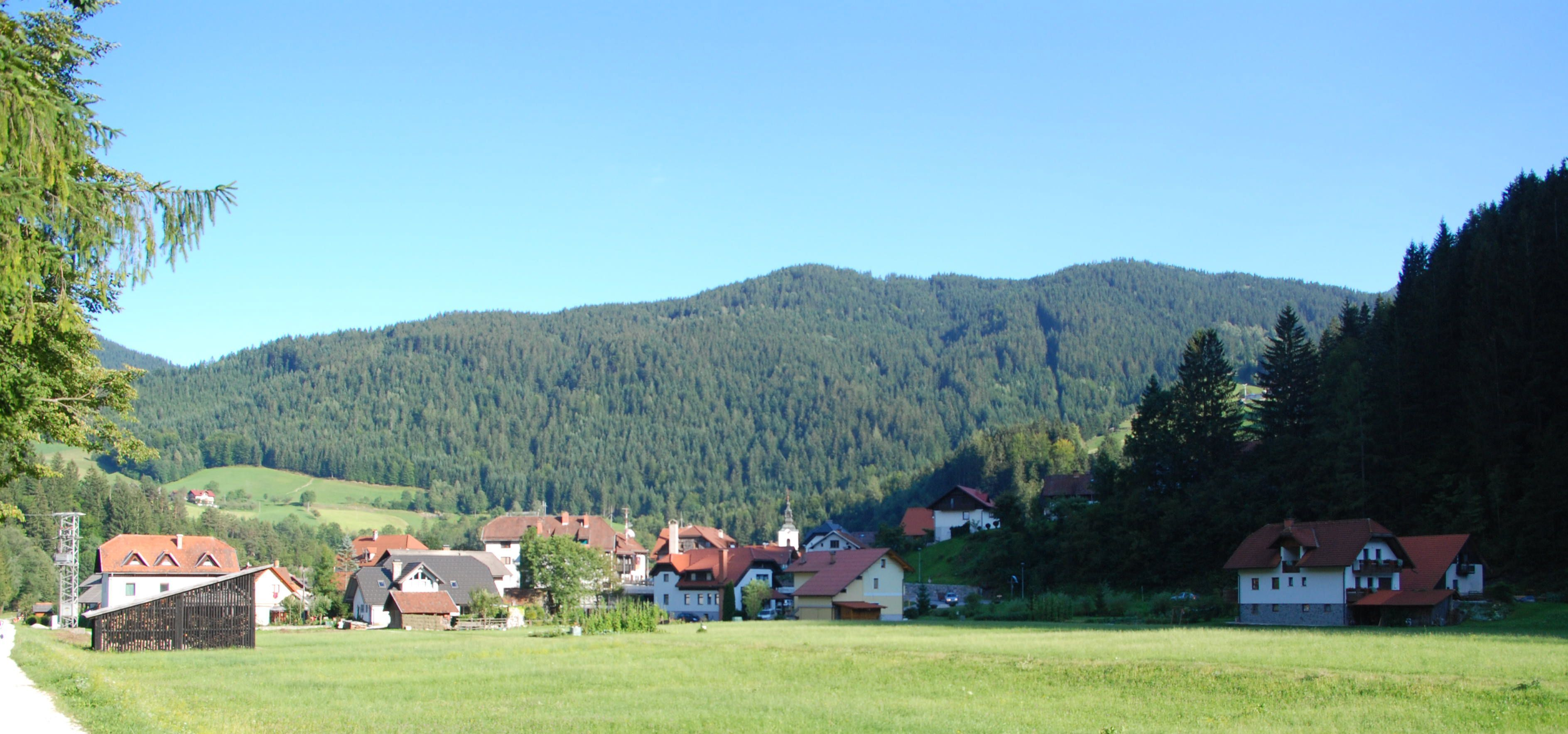

루체(슬로베니아어: Luče, 독일어: Leutsch 로이치[*])는 슬로베니아 북부에 위치한 도시로 면적은 109.5km2, 인구는 1,593명(2008년 기준), 인구 밀도는 14.55명/km2이다. 전통적으로는 슈타예르스카 지역에 속한다.